# 郝凱
郝凱，曹魏將領郝昭之獨子。
郝昭病亡時，遺令戒其子郝凱曰：「吾為將，知將不可為也。吾數發塚，取其木以為攻戰具，又知厚葬無益於死者也。汝必斂以時服。且人生有處所耳，死復何在耶？今去本墓遠，東西南北，在汝而已。」父親死後當上魏國將領。